# كين هيوز
كين هيوز (بالإنجليزية: Ken Hughes)‏ (و. 1922 – 2001 م) هو مخرج أفلام، وكاتب سيناريو، ومنتج أفلام بريطاني، ولد في ليفربول، توفي في لوس أنجلوس، عن عمر يناهز 79 عاماً.

## وصلات خارجية
- كين هيوز على موقع IMDb (الإنجليزية)
- كين هيوز على موقع الموسوعة البريطانية (الإنجليزية)
- كين هيوز على موقع ألو سيني (الفرنسية)
- كين هيوز على موقع تيرنر كلاسيك موفيز (الإنجليزية)
- كين هيوز على موقع أول موفي (الإنجليزية)
- كين هيوز على موقع قاعدة بيانات الأفلام السويدية (السويدية)
- كين هيوز على موقع إن إن دي بي (الإنجليزية)
- كين هيوز على موقع قاعدة بيانات الفيلم (الإنجليزية)
- كين هيوز على موقع كينوبويسك (الروسية)